# ŠK Futura Humenné
El 1. HFC Humenné fue un equipo de fútbol de Eslovaquia que militó en la 3. liga, la cuarta liga de fútbol más importante del país.

## Historia
Fue fundado en el año 1908 en la ciudad de Humenné y nunca fue campeón de la Superliga de Eslovaquia. En el año 2009/10, el equipo abandonó la 2. liga y fue relegado a jugar la División Regional y fue reemplazado por el L. Mikuláš. Ha sido campeón de Copa en 1 ocasión y ha tenido varios nombres a lo largo de su historia, los cuales han sido:
- 1903 Homonnai Athlétikai Club (húngaro). Humensky Atleticky Klub (eslovaco).
- 1920 HAC Humenné
- 1948 Sokol Humenné
- 1949 HAC Humenné
- 1951 HAC CSZZ Humenné
- 1952 CSZZ Humenné
- 1953 DSO Tatran Humenné
- 1959 Se fusionó con el Lokomotive Humenné y el Chemko Humenné
- 1967 TJ Chemko Humenné
- 1968 TJ LCHZZ Humenné
- 1973 TJ Chemlon Humenné
- 1991 FC Chemlon Humenné
- 1997 HFC Humenné
- 2000 1. HFC Humenné
- 2012 ŠK Futura Humenné

A nivel internacional ha participado en 1 torneo continental, en la Recopa de Europa de Fútbol de 1996/97, en la que fue eliminado en la Primera ronda por el AEK Atenas de Grecia.
El club desapareció en el verano de 2015 tras vender su licencia al 1. FK Svidník.

## Palmarés
- Copa de Eslovaquia: 1

1995/96
- Majstrovstvá Regiónu: 1

2011/12

## Participación en competiciones de la UEFA
- Recopa de Europa de Fútbol: 1 aparición

1997 - Primera ronda

### Trayectoria Europea
| Temporada | Torneo | Ronda      | Club             | Casa | Visita | Global |
| --------- | ------ | ---------- | ---------------- | ---- | ------ | ------ |
| 1996/97   | Recopa | Preliminar | Flamurtari Vlorë | 1–0  | 2–0    | 3–0    |
| 1996/97   | Recopa | 1          | AEK Atenas       | 1–2  | 0–1    | 1–3    |

## Jugadores

### Jugadores destacados
- Pavol Diňa
- Ruslan Lyubarskyi
- Juraj Buček
- Peter Dzúrik
- František Hanc
- Marián Čišovský
- Rastislav Tomovčík
- Dušan Sninský
- Peter Hricko
- Fahrudin Aličković
- Anton Šoltis
- Ivan Lapšanský
- František Kundra
- Lukáš Opiela
- Vladislav Zvara
- Ján Mucha
- Dávid Guba